# Лесли, Джим
Джим Ле́сли (англ. Jim Leslie, ?, Баррхед, Шотландия — ?) — шотландский футболист, нападающий, поигравший за «Сандерленд» и «Клайд». Автор первого мяча на стадионе «Рокер Парк».

## Футбольная карьера
Родившийся в Шотландии Лесли свою карьеру начал в местных клубах. В английский футбол, в «Сандерленд», он перешёл из «Клайда», который в то время был аутсайдером первого Шотландского дивизиона. В «Сандерленде» Джим дебютировал 4 сентября 1897 года в выездном матче с «Шеффилд Уэнсдей», выигранном 1:0 благодаря голу Хью Моргана. В первом для нападающего сезоне в новом клубе он стал одним из лучших бомбардиров (забив также как Джон Браун и Хьюи Уилсон 8 голов), а команда заняла второе место в чемпионате, остав от чемпиона «Шеффилд Юнайтед» на пять очков. В следующем чемпионате Уилсон снова забивает больше всех в команде (на этот раз 9 голов, став лучшим единолично), однако команда опускается на 7 место. В этом сезоне Лесли забил свой самый памятный для поклонников команды гол: 10 сентября 1898 года в домашнем матче против «Ливерпуля» Лесли за шесть минут до конца матча забивает единственный гол, и он становится первым забитым на новой арене клуба — стадионе «Рокер Парк». Этот стадион служил домашней ареной команды в течение почти 100 лет и принимал матчи чемпионата мира по футболу 1966 года.
В двух следующих сезона результативность Лесли упала, и он был вынужден покинуть команду (поучаствовав в серебряном для команды сезоне 1900/01). Всего за четыре сезона в «Сандерленде» в официальных турнирах нападающий сыграл 99 матчей, в которых забил 26 голов (в том числе три дубля).

## Достижения
- Серебряный призёр чемпионата Англии (2): 1898, 1901
- Бронзовый призёр чемпионата Англии: 1900

## Статистика выступлений
| Клуб         | Сезон        | Чемпионат | Чемпионат | Кубок | Кубок | Всего | Всего |
| Клуб         | Сезон        | Матчи     | Голы      | Матчи | Голы  | Матчи | Голы  |
| ------------ | ------------ | --------- | --------- | ----- | ----- | ----- | ----- |
| Клайд        | ?-?          | ?         | ?         | ?     | ?     | ?     | ?     |
| Сандерленд   | 1897/98      | 29        | 8         | 1     | 0     | 30    | 8     |
| Сандерленд   | 1898/99      | 28        | 9         | 2     | 1     | 30    | 10    |
| Сандерленд   | 1899/00      | 29        | 5         | 3     | 1     | 32    | 6     |
| Сандерленд   | 1900/01      | 7         | 2         | 0     | 0     | 7     | 2     |
| Сандерленд   | За всё время | 93        | 24        | 6     | 2     | 99    | 26    |
| За всё время | За всё время | ?         | ?         | ?     | ?     | ?     | ?     |